# 84 ق هـ
84 ق هـ هي السنة الرابعة والثمانون السابقة للهجرة النبوية، وهي توافق ما بين سنتي 540 و541 حسب التقويم الميلادي، أي أنها بدأت في سنة 540م وانتهت في سنة 541م.